# 267 Tirza
Tirza (asteroide 267) é um asteroide da cintura principal com um diâmetro de 52,68 quilómetros, a 2,48792104 UA. Possui uma excentricidade de 0,10270221 e um período orbital de 1 686,33 dias (4,62 anos).
Tirza tem uma velocidade orbital média de 17,88721584 km/s e uma inclinação de 6,01246455º.
Este asteroide foi descoberto em 27 de Maio de 1887 por Auguste Charlois.